# نئوس (شرکت هواپیمایی)
نئوس (به انگلیسی: Neos (airline)) یک شرکت هواپیمایی با کد یاتا NO است که در ۱ ژوئن ۲۰۰۱ میلادی تأسیس شده و در ۱ مارس ۲۰۰۲ فعالیتش را آغاز کرده‌است. دفتر مرکزی نئوس (شرکت هواپیمایی) در لمباردی، ایتالیا واقع شده‌است و به ۷۳ مقصد، پرواز انجام می‌دهد.